# Еугеніуш Мольчик
Еугеніуш Лонгін Мольчик (пол. Eugeniusz Longin Molczyk; 1 жовтня 1925, Гостинь — 31 травня 2007, Варшава) — польський генерал, учасник Другої світової війни, у 1968—1971 роках — заступник начальника Генерального штабу Польської народної армії, у 1972—1986 роках — заступник міністра національної оборони ПНР. У 1972—1986 роках — заступник головнокомандувача Об'єднаними збройними силами держав Варшавського пакту. У 1981—1983 році — член Військової ради національного порятунку. Кандидат у члени ЦК ПОРП, активний учасник протистояння із профспілкою Солідарність. Відомий тісними зв'язками з СРСР і жорстким політичним курсом.

## Учасник війни
Народився у родині унтерофіцера польської армії. У чотирнадцятирічному віці, після прихід до Польщі радянських військ, Еугеніуша Мольчика разом із сім'єю депортували до СРСР. Жив випадковими заробітками у Новосибірській області, потім переселився до Бійська, де влаштувався працювати бондарем. У 1943 році Еугеніуш Мольчик вступив у формоване на радянській території під контролем комуністичної ПРП Польську народну армію (ПНА).
Закінчив курси молодших офіцерів при 3-й Померанській піхотній дивізії та танкове училище у Саратові. З грудня 1944 року служив у Судетській танковій бригаді ПНА, брав участь у боях з німцями, зокрема Баутцен-Вайсенберзькій операції.
Після закінчення війни в 1946—1951 роках навчався у Військовій академії бронетанкових та механізованих військ імені І. В. Сталіна. Згодом Мольчик характеризувався як носій прорадянської «берлінгівської традиції».

## Армійська кар'єра
Повернувшись до Польщі, Еугеніуш Мольчик командував 1-м Варшавським танковим полком. У 1952 році — начальник штабу 16-ї Кашубської бронетанкової дивізії в Ельблонзі. З 1953 до 1956 рік командував 20-ю механізованою дивізією у Щецинеку, 8-ою механізованою дивізією у Кошаліні, 1-м бронетанковим корпусом у Гданську. З 1956 до 1959 рік керував бронетанковим і загальновійськовим факультетами Академії Генштабу.
У 1959 році Еугеніуш Мольчик прийняв командування 16-ю Кашубською бронетанковою дивізією. Наступного року отримав звання генерала бригади. У 1962 році переведений з Ельблонгу до Вроцлава на посаду начальника штабу Сілезького військового округу.
У 1968 році Еугеніуш Мольчик у званні генерала дивізії отримав призначення заступником начальника Генерального штабу НВП Болеслава Хохи. З 1971 року — головний інспектор військового вишколу ПНА. У 1972 році Еугеніуш Мольчик призначений заступником міністра національної оборони ПНР Войцеха Ярузельського. З 1974 року мав військове звання генерала броні.
У військовому командуванні ПНР Мольчика знали як «людину Москви» — неухильний лобіст радянських військово-політичних установок. Він регулярно відвідував радянське посольство у Варшаві. З 1972 до 1985 рік обіймав посаду заступника головнокомандувачів Об'єднаними озброєними Варшавського пакту — маршалів СРСР Івана Якубовського та Віктора Куликова. Разом з генералом Тадеушем Тучапським Мольчик розглядався як командувач Польського фронту у разі збройного зіткнення у Європі між силами НАТО та ВП.
Генерал Мольчик отримав низку орденів і медалей ПНР, СРСР, НДР, ЧССР, УНР, НРБ, КНДР, СРВ, МНР, СФРЮ та Куби.

## Політичний курс

### Жорстка лінія
З 1947 року Еугеніуш Мольчик був членом урядущої компартії ПРП, з 1949 року — ПОРП, був делегатом VI, VII, VIII і IX партз'їздів. З 1971 до 1986 рік — кандидат у члени ЦК ПОРП. Генерал Мольчик був відомий як жорстко ідеологізований прихильник комуністичної політики. Цьому сприяли його давні тісні зв'язки з СРСР, а також з військовою спецслужбою, таємним співробітником якої Мольчик був з 1945 року.
У 1980—1981 роках генерал Мольчик виступав за військове придушення руху Солідарність. Командування ПНА взагалі дотримувалося догматичної ідеологічної позиції (у цьому плані армія навіть ставилася за приклад громадянської міліції, де створювалася незалежна профспілка). Але конфронтаційна лінія Мольчика вирізнялася і на цьому тлі. Його найближчими однодумцями були начальники Головного політуправління генерали Влодзимеж Савчук і Юзеф Барила.

### Член WRON
13 грудня 1981 року у Польщі ввели воєнний стан. Влада перейшла до рук Військової ради національного порятунку (WRON) на чолі з першим секретарем ЦК ПОРП, головою Ради міністрів та міністром національної оборони ПНР генералом армії Войцехом Ярузельським. На день раніше генерал Еугеніуш Мольчик на нараді у генштабі дізнався від генерала Флоріана Сивицького про своє членство у WRON.
Еугеніуш Мольчик не належав до керівної трійки Войцеха Ярузельського, Чеслава Кіщака та Флоріана Сивицького, не входив до складу панівної «Директорії». Однак він вважався одним представником «першого ряду» WRON — поряд з генералом Тучапським, генералом Гупаловським, генералом Пйотровським, адміралом Янчишином. Поряд з генералом Барилою, був головним представником «партійного бетону» у WRON. Мольчик координував функціонування армійської системи та зв'язок із радянськими військовими інстанціями. На Мольчику лежала частка відповідальності за репресії воєнного стану.

### Поступове усунення
Після скасування воєнного стану у 1983 році генерал Мольчик ще два з половиною роки залишався заступником міністра оборони. На початку 1984 року командував навчаннями збройних сил ОВС Дружба-84. Однак із середини 1980-х, у міру того, як генерал Ярузельський переходив до курсу маневрування та реформ, Мольчик поступово втрачав колишній вплив. Під кінець його функції зводилися в основному до головування у міністерській раді з фізкультури, спорту та туризму.
У лютому 1986 року Еугеніуша Мольчиак зняли з усіх посад, у березні 1988 року відправлений на пенсію. Незабаром після цього почалася нова хвиля страйків і громадянської непокори, яка призвела до легалізації «Солідарності», Круглого столу, падіння влади ПОРП і перетворення ПНР на Третю Річ Посполиту. Жодної участі у цих подіях Мольчик не брав.

## У відставці
Останні два десятиліття Еугеніуш Мольчик вів замкнутий спосіб життя. Про стан у країні не висловлювався. Відношення до бурхливих подій та кардинальних змін не висловлював, публічних заходів не відвідував. Перебував у Клубі генералів Війська Польського.
У червні 1995 року Еугеніуш Мольчик давав свідчення комісії сейму. Він визнавав свою роль у WRON, не заперечував антиконституційність цього органу, але наполягав, що метою воєнного стану було запобігання радянській інтервенції до Польщі.
Помер Еугеніуш Мольчик у віці 81 року. Похований на цвинтарі Військові Повонзки.